# Leather and Lace
Leather and Lace – duet amerykańskich wokalistów Stevie Nicks i Dona Henleya, wydany na singlu w październiku 1981 roku jako trzeci singel z solowej płyty Nicks, Bella Donna.
Nicks napisała utwór na album Leather and Lace Waylona Jenningsa i Jessi Colter, ale piosenka nie została nagrana przez duet. Nicks zdecydowała się na własne nagranie, razem z wokalistą zespołu Eagles, Donem Henleyem. Singel osiągnął szóste miejsce amerykańskiej listy przebojów Billboard Hot 100 w styczniu 1982 roku.